# Фернандо Муньйос
Фернандо Муньйос (ісп. Fernando Muñoz, нар. 30 жовтня 1967, Севілья), відомий за прізвиськом Нандо (ісп. Nando) — іспанський футболіст, що грав на позиції захисника.
Виступав, зокрема, за клуби «Барселона», «Севілья» та «Реал Мадрид», а також національну збірну Іспанії.
Триразовий чемпіон Іспанії. Дворазовий володар Кубка Іспанії. Володар Кубка чемпіонів УЄФА. 

## Клубна кар'єра
Народився 30 жовтня 1967 року в місті Севілья. Вихованець футбольної школи клубу «Севілья». Дорослу футбольну кар'єру розпочав 1986 року в основній команді того ж клубу, в якій провів чотири сезони, взявши участь у 70 матчах чемпіонату. 
Протягом 1990—1992 років захищав кольори команди клубу «Барселона». За цей час двічі виборював титул чемпіона Іспанії, ставав володарем Кубка чемпіонів УЄФА.
Своєю грою за останню команду привернув увагу представників тренерського штабу клубу «Реал Мадрид», до складу якого приєднався 1992 року. Відіграв за королівський клуб наступні чотири сезони своєї ігрової кар'єри. За цей час додав до переліку своїх трофеїв ще один титул чемпіона Іспанії.
Протягом 1996—2001 років захищав кольори команди клубу «Еспаньйол».
Завершив професійну ігрову кар'єру у клубі «Ельче», за команду якого виступав протягом 2001—2002 років.

## Виступи за збірну
1990 року дебютував в офіційних матчах у складі національної збірної Іспанії. Протягом кар'єри у національній команді, яка тривала 3 роки, провів у формі головної команди країни 8 матчів.

## Титули і досягнення
- Чемпіон Іспанії (3):

«Барселона»: 1990-1991, 1991-1992
«Реал Мадрид»: 1994-1995
- Володар Кубка Іспанії (2):

«Реал Мадрид»: 1992-1993
«Еспаньйол»: 1999-2000
- Володар Суперкубка Іспанії з футболу (2):

«Барселона»: 1991
«Реал Мадрид»: 1993
- Володар Кубка чемпіонів УЄФА (1):

«Барселона»: 1991-1992